# Shirin Neshat
Shirin Neshat (en persa: شیرین نشاط Shirin Neshat), (Qazvín, Irán, 26 de marzo de 1957) es una de las artistas más representativas del arte iraní contemporáneo, con una importante producción audiovisual y fotográfica. Vive en Nueva York, Estados Unidos. La obra de Shirin Neshat se caracteriza por el tratamiento de la condición de la mujer, en las sociedades islámicas contemporáneas.

## Biografía
Proveniente de una familia de clase media iraní, su padre fue un importante fisioterapeuta y mientras su madre se encargaba de las labores hogareñas. Su infancia transcurrió en el seno de una familia que preconizaba los valores de la sociedad del Shah de Irán. De modo consecuente a esta postura familiar de admiración por los valores e ideología occidentales, Shirin Neshat comienza sus primeros estudios en una escuela católica de Teherán. Así se va arraigando en Shirin Neshat el manejo de determinados códigos occidentales tales como su feminismo de raíz occidental, rasgo fundamental en su obra. El padre de Neshat incentivó en cada una de sus hijas e hijos, sin distinción, el anhelo por adquirir una aguda preparación académica, de modo que todos ellos obtuvieron una elevada preparación universitaria.
En 1974, a los 17 años, Shirin Neshat viaja hacia la ciudad de Los Ángeles para estudiar arte.  Mientras permanecía fuera de su país, se produce en este la conocida Revolución Islámica iraní de 1979, que trajo como resultado una reestructuración política y la instauración de una sociedad tradicional islámica en Irán. En el seno de la familia de Neshat, esta coyuntura política conllevó a la pérdida de la seguridad financiera que proveía el padre de familia, quien debió retirarse de sus labores como médico tras la mengua de sus beneficios y la disminución del salario que percibía.
Aproximadamente un año más tarde después de la Revolución, Shirin Neshat se instaló en San Francisco, en el área de la Bahía de esta ciudad. Allí matriculó en el Dominican College. Finalmente, se incorporó a la Universidad de California en Berkeley, donde completó sus niveles de Bachelor of Arts en 1979, Master of Arts en 1981 y Master of Fine Arts en 1982 (correspondientes a los diferentes niveles de licenciatura y maestrías propios a la formación artística).
Luego de graduarse, se traslada a Nueva York y se casa con Kyong Park, un curador coreano. Este había fundado y dirigía la galería de arte experimental Storefront for Art and Architecture, una organización sin fines de lucro. Neshat se incorpora activamente a esta organización, cuyo carácter multidisciplinario le permitió ponerse en contacto con una amplia diversidad de ideologías que le posibilitaron madurar su concepción artística y adquirir la experiencia necesaria para su individualización en el marco artístico. A este período corresponden las primeras producciones artísticas de Shirin Neshat, las cuales fueron posteriormente destruidas por ella.
En 1990 Shirin Neshat regresa a Irán. Según sus propias palabras, la artista constató una gran diferencia entre la cultura iraní que experimentó durante su niñez y temprana juventud y esta que encontraba a su regreso: “Siempre digo que fue una experiencia muy intensa porque nunca había estado en un lugar en el que la ideología tuviera tanto peso. La Revolución cambió drásticamente todos los aspectos de la vida en Irán. El Irán que encontré era por un lado aterrador y por otro muy excitante. El país había estado tan aislado que en cierto modo parecía que uno entraba en otro mundo completamente distinto. Esto tenía cierto atractivo especialmente viniendo de occidente, del capitalismo y el individualismo propios del primer mundo. Pero cuando una se enfrentaba con aspectos tan cruciales como la ausencia de derechos humanos y de libertad de expresión, daban ganas de salir corriendo.” Fruto de esta singular y chocante experiencia, la de confrontar las radicales diferencias entre el Irán pre y posrevolucionario, produce su primera obra relevante: las series de fotografías Unveiling y Women of Allah (1994).
En general, la obra de Shirin Neshat se centra en las dimensiones sociales, culturales, políticas, religiosas e ideológicas propias a los conflictos que viven las mujeres en las sociedades musulmanas contemporáneas, en específico, aquellas que radican en la comunidad iraní. A partir del imaginario que Occidente ha construido en torno a la mujer del Medio Oriente y su relación con el Islam, Neshat establece un novedoso discurso crítico en dos sentidos: contra estos estereotipos occidentales; pero también sobre los contextos sociales y políticos de donde son originarios. Para patentizar el carácter conflictual de estos contextos, Neshat se vale del recurso de la contraposición de opuestos que le permiten exponer el carácter polémico y binario del sistema en que viven las mujeres musulmanas: esto simboliza el uso del blanco y el negro, el exterior y el interior de los ambientes presentados, lo velado frente a lo corpóreamente mostrado, lo propiamente femenino frente a lo masculino. En su producción artística, tiene lugar la construcción de un autoorientalismo desde una posición de artista de la diáspora, entendido este como la reproducción consciente, por parte de un individuo originario del Medio Oriente, de los estereotipos que Occidente ha construido en torno a su cultura y sus sujetos.
Women of Allah incluye las siguientes obras: I Am Its Secret (1993), Faceless (1994), Rebellious Silence (1994), Stories of Martyrdom (1994), Allegiance with Wakefulness (1995), Moon Song (1995), Seeking Martyrdom, versions and 2 (1995), Speechless (1996). Se trata de fotografías en blanco y negro, de amplio formato, donde Neshat se incluye a sí misma, cubierta por el chador, según lo indicado por el hiyab a la mujer islámica, y la piel del rostro, manos o pies, la que no cubre el chador, dibujada con palabras en caligrafía persa. El carácter controversial de la serie radica en la inclusión de armas de fuego dentro de la idílica composición orientalista. Así, el paradigma de la invisibilidad política y social de la mujer en las sociedades islámicas, queda trasvasado al subvertir el escenario orientalista, en el que la mujer musulmana es concebida como ente pasivo. Neshat pone como centro de su composición el cuerpo sexuado de la mujer oriental (cubierta por el chador), y a este cuerpo da palabra (la grafía) y acción (las armas de fuego).
A mediados de la década de los 90, comienza su producción audiovisual, con la que ya se consagra como una de las principales artistas iraníes contemporáneas. Así, en 1996 filma Anchorage, en 1997 Shadow under the Web, en 1998 Turbulent, un vídeo producido de Noire Gallery (Torino), y en 1999 Rapture y Soliloquy. Por estos dos últimos materiales, obtiene el Premio Internacional correspondiente a la XLVIII Bienal de Venecia de 1999. Rapture, video en colores producido por la Galerie Jérôme de Noirmont, había sido presentado en mayo de 1999 en el Instituto de Arte de Chicago. Tanto Rapture como Turbulent parten de la técnica de poner en paredes opuestas dos videos que dialogan entre sí. En Rapture, observamos en un video a un grupo de hombres, vestidos con camisas blancas y pantalones negros, dentro de una fortaleza circular que los rodea; en la pared del frente, simultáneamente transcurre un video que presenta a mujeres con sus chadors, caminando por el desierto. Ambos grupos rezan o susurran. Para realizar este video fueron utilizados más de 250 extras. Para Turbulent, que fue filmado en blanco y negro, en un video aparece la cantante iraní Sussan Deyhim con su chador de espaldas a un auditórium vacío (en alusión a la prohibición de cantar en público para las mujeres en Irán), mientras en el video que se muestra opuesto a este, aparece el cantante Shoja Azari, también de espaldas, pero a un auditórium compuesto por hombres vestidos de blanco y negro que sí pueden disfrutar de la música.
En el año 2002, vuelve a trabajar junto a Sussan Deyhim en Logic of the Birds, producida por la historiadora del arte Roselee Goldberg. Este filme fue estrenado en el Lincoln Center Summer Festival y luego presentado en el Walker Art Institute en Minneapolis y Artangel en Londres.
El corto The Last Word (2003) atañe al enfrentamiento entre el mundo artístico y las políticas culturales dentro del régimen social tanto del Shah como de la República Islámica. Se basa para ello tanto en su experiencia personal como en la de los numerosos artistas iraníes que han sufrido encarcelamiento, exilio o persecución a lo largo de estos años.
En el año 2006, obtiene el codiciado premio The Dorothy and Lillian Gish Prize, uno de los más lucrativos dentro de los medios artísticos.
En el año 2009 dirige su primer largometraje Women Without Men (2009), que conquistó el León de Plata como mejor directora del Festival de Cine de Venecia. Basada en la novela de igual nombre de Shahrnush Parsipur, prohibida en Irán, según palabras de la autora: “Women Without Men capta el momento decisivo en el verano de 1953, cuando los anhelos de una nación son aplastados por los poderes extranjeros en un golpe trágico que lleva a la Revolución Islámica de 1979. Treinta años después, al echar la vista atrás, esos jóvenes hombres y mujeres que protestaban en las calles de Irán frente a la brutalidad sin piedad nos recuerdan, una vez más, que esta lucha está viva y goza de buena salud." El filme, con tintes de realismo mágico, trata las historias de cuatro mujeres iraníes: Munis, Zarin, Faezeh y Fakhri que ante el opresivo mundo en que viven hacen lo posible por enfrentarlo y acceder uno nuevo, donde pueden expresarse y ser libres a la vez. Estas historias también son presentadas de modo independiente en video-instalaciones de la artista, al que suele unirse Mahdokht, aunque no fue incluido en el largometraje.
La video-instalación fotográfica Games of Desire fue expuesto primero en la Gladstone Gallery en Bruselas durante septiembre y octubre y luego, durante noviembre, en la Galerie Jérôme de Noirmont en París.  El filme fue ambientado en Laos y ahonda en los cánticos rituales de cortejo propios al Iam de esta región. Son presentadas parejas de ancianos portadores de esta tradición, lo que permite constatar los conflictos de roles fuera del espacio del Medio Oriente en que se centra la obra de Shirin Neshat.
En consecuencia con su activismo y posición política, en julio de 2009 Shirin Neshat se unió los tres días de huelga de hambre que tuvieron lugar en Nueva York ante la sede de las Naciones Unidas como protesta por la elección del presidente Mahmoud Ahmadinejad en Irán en este año. En el 2011, se unió a los 135 artistas que protestaron por las malas condiciones en que trabajaron los obreros que participaron en la construcción del museo Museo Guggenheim de Abu Dhabi, al pedir que ningún artista vendiera ni cediera ninguna obra a esta entidad.
En el año 2010, Shirin Neshat fue reconocida como “Artista de la Década” por el periodista y crítico de arte G. Roger Denson en el Huffington Post.

## Obras
- Unveiling, 1993. Serie fotográfica.
- The Women of Allah, 1993-1997. Serie fotográfica.
- Turbulent, 1998. Instalación audiovisual de dos pantallas.
- Rapture, 1999. Instalación audiovisual de dos pantallas.
- Soliloquy, 1999. Instalación audiovisual de dos pantallas.
- Fervor, 2000. Instalación audiovisual de dos pantallas.
- Passage, 2001. Instalación audiovisual.
- Logic of the Birds, 2002. Performance multimedia.
- The Last Word, 2003. Instalación audiovisual.
- Mahdokht, 2004. Instalación audiovisual de tres pantallas.
- Zarin, 2005. Instalación audiovisual.
- Munis, 2008. Cortometraje.
- Faezeh, 2008. Cortometraje.
- Women without men, 2009. Largometraje.

## Premios y distinciones
Festival Internacional de Cine de Venecia
| Año  | Categoría                          | Trabajo nominado  | Resultado |
| ---- | ---------------------------------- | ----------------- | --------- |
| 2009 | León de Plata a la mejor dirección | Women Without Men | Ganadora  |